# Homoeocera quinquepuncta
Homoeocera quinquepuncta là một loài bướm đêm thuộc phân họ Arctiinae, họ Erebidae.